# Карлберг (платформа)
Станция Карлберг расположена в районе Васагатан, Швеция. Обслуживает только пригородные электрички. Проходят через станцию 9400 человек.

## Остановки
| Предыдущая остановка      | Следующая остановка |
| ------------------------- | ------------------- |
| Stockholms centralstation | Sundbuberg          |
| Stockholms centralstation | Solna               |

## История
Станцию открыли 3 ноября 1882 года и назван от одноимённого замка. Нынешняя станция построена в 1932 году, но в 2017 году станцию закроют, и эту станцию поезда дальнего следования будут проезжать мимо, а пригородные электрички будут ходит по CityBana через Odenplan.

## Транспорт
До станции можно доехать только на трёх автобусах.
- 42 Karlberg — Odenplan — Karlaplan — Radiohuset
- 72 Karlberg — Odenplan — Östra station — Frihamnen
- 507 Karlberg — Västra skogen — Tomteboda postterminal